# LU-P-4703

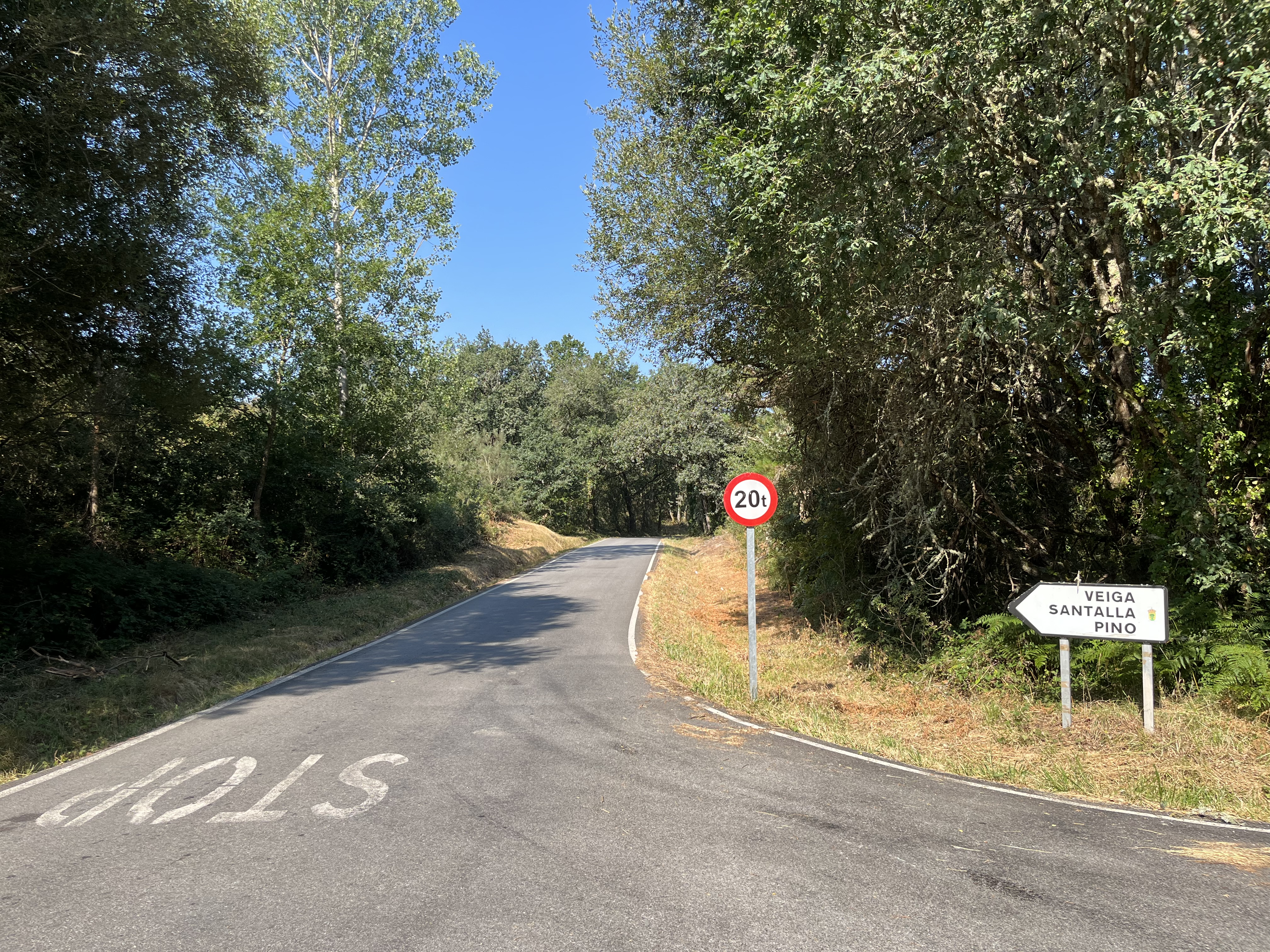
Cruce de la carretera LU-P-4703 con la LU-653.

La carretera LU-P-4703 es una carretera de la red secundaria de Galicia que pertenece a la Diputación de Lugo. Une la carretera LU-652, en el municipio de Bóveda, con la carretera LU-653, en el municipio de Puebla del Brollón, ambos en la provincia de Lugo, y tiene una longitud de 6,9 km.

## Trazado
La carretera parte de la carretera LU-652, en el municipio de Bóveda. Tras 740 m se adentra en el municipio de Puebla del Brollón y cruza el arroyo Teixugo y el canal de regadío del Val de Lemos. Cruza la parroquia de Piño, donde enlaza con la LU-P-4711 a Pacios de Veiga. Posteriormente enlaza con la LU-P-4708 a Eixón y cruza las parroquias de Santalla de Rey y Veiga. Finaliza en la carretera LU-653, que une Puebla del Brollón con Incio, en las inmediaciones de Ferreirúa.